# Lower Lake
Lower Lake é uma Região censo-designada localizada no estado americano de Califórnia, no Condado de Lake.

## Geografia
De acordo com o United States Census Bureau tem uma área de 20,6 km², dos quais 20,4 km² cobertos por terra e 0,2 km² cobertos por água. Lower Lake localiza-se a aproximadamente 436 m acima do nível do mar.

### Localidades na vizinhança
O diagrama seguinte representa as localidades num raio de 24 km ao redor de Lower Lake.

## Demografia
Segundo o censo americano de 2000, a sua população era de 1755 habitantes.

## Lista de marcos
A relação a seguir lista as entradas do Registro Nacional de Lugares Históricos em Lower Lake.
- Anderson Marsh Archeological District
- Cache Creek Archeological District